# Preem Palver
Preem Palver è un personaggio del Ciclo delle Fondazioni dello scrittore di fantascienza Isaac Asimov. Il personaggio ha un ruolo di primo piano nello svolgersi delle vicende narrate nel romanzo Seconda Fondazione (titolo originariamente tradotto con L'Altra Faccia della Spirale).

## Biografia
Preem Palver è rappresentato come un contadino grassoccio, semplice e gioviale.
Lui e sua moglie stavano lasciando il pianeta Kalgan dopo aver negoziato un accordo commerciale. All'astroporto, incontrano Arcadia Darell, in fuga da Lord Stettin, e l'aiutano ad abbandonare il pianeta rifugiandosi con loro su Trantor.
Qui Arcadia risolve l'enigma della posizione della Seconda Fondazione in un modo credibile, e convince Palver a recarsi su Terminus per vendervi i propri prodotti; gli affida un messaggio in codice per il padre, Toran Darell II: "Un cerchio non ha un capo". Poiché la Galassia si può raffigurare come un cerchio, ciò significava che la Seconda Fondazione, che Hari Seldon aveva detto di aver collocato "al capo opposto della Galassia", era in realtà da sempre nascosta proprio su Terminus.
Questa soluzione viene accettata da Darell in quanto eminentemente logica - non avrebbe avuto senso che Seldon nascondesse i controllori della Seconda Fondazione a così grande distanza dalla Prima. Nascosti in mezzo alla Prima, invece, essi avrebbero potuto vigilare e correggere l'opera di Seldon in modo molto più efficiente.
L'amante di Lord Stettin, Lady Callia, si rivela essere un'agente della Seconda Fondazione dotata di poteri mentali, come Arcadia aveva intuito su Kalgan. Grazie a un congegno noto come "Staticizzatore Mentale", il dottor Darell riesce a individuare e a sconfiggere un infiltrato della Seconda Fondazione facendolo confessare. La guerra con Kalgan termina e Arcadia ritorna su Terminus.
Nell'epilogo, si viene però a scoprire che l'intera vicenda è stata una trappola, organizzata dalla Seconda Fondazione per convincere la Prima di essere stata sconfitta ed eliminata; La Seconda Fondazione è sì al "capo opposto della Galassia" ma in senso sociologico: Terminus è il mondo più giovane, dove il potere dell'Impero era minimo. Nell'altro capo non poteva che esserci Trantor e solo nell'ultimo rigo della Trilogia, il lettore apprende che l'eminenza grigia, il ricercato numero uno della Fondazione, il diciannovesimo Primo Oratore della Seconda Fondazione, non è altro che il contadino Palver.
Preem Palver è diretto discendente di Stettin Palver, altro personaggio dell'universo della Fondazione. Il suo nome si pronuncia quasi come "Prime Palaver" ossia, Prima Retorica.